# Liste der Geotope im Landkreis Hameln-Pyrmont
Die Liste der Geotope im Landkreis Hameln-Pyrmont enthält die Geotope im Landkreis Hameln-Pyrmont in Niedersachsen. Einige dieser Geotope stehen zugleich als Naturdenkmal (ND), Landschaftsschutzgebiet (LSG), Naturschutzgebiet (NSG) oder Teil von diesen unter Schutz.
| Geotop-Nr. | Bezeichnung                                                   | Ort                                                      | Bemerkung | Koordinaten                     | Bild                      |
| ---------- | ------------------------------------------------------------- | -------------------------------------------------------- | --- | ------------------------------- | ------------------------- |
| 3821/02    | Hohenstein (Bahngebiet sowie Südwand bis Grüner Altar)        | im NSG Hohenstein ca. 2 km NO Zersen. Hessisch Oldendorf | Fossilvorkommen. Stratigraphie: Oberjura. Petrographie: zerklüftete Korallenoolithklippen. Naturschutzgebiet NSG-HA 002 "Hohenstein". | 52° 11′ 46,7″ N, 9° 18′ 46,1″ O |                           |
| 3821/06    | Findling "Fischbecker Findling"                               | Fischbeck, Hessisch Oldendorf                            | Findling. Länge 3,2 m, Breite 2,4 m, Höhe 1,7 m. Stratigraphie: Quartär-Pleistozän, Saale-Eiszeit. Petrographie: Granit, zentimetergroße Feldspateinschlüsse. Naturdenkmal ND HM 154.                                                                     | 52° 8′ 45,6″ N, 9° 17′ 57,8″ O  |                           |
| 3822/04    | Hamelquelle, Hamelspringe                                     | in Hamelspringe, Bad Münder am Deister                   | Quelle. Größe: 15 m². starke Quellschüttung aus den Ritzen einer ca. 2,5 m breiten senkrechten Felsfläche | 52° 11′ 44,5″ N, 9° 24′ 20,9″ O | weitere Bilder            |
| 3822/05    | Kleine Teufelskuhle                                           | ca. 3 km N von Hameln                                    | Karstform. Einsturztrichter. Durchmesser 30 m. im LSG HM 29 "Hamelner-Fischbecker Wälder und Randbereiche". | 52° 7′ 48″ N, 9° 21′ 44,6″ O    |                           |
| 3822/06    | Große Teufelskuhle                                            | ca. 4 km N von Hameln                                    | Karstform. Trockener Einsturztrichter, relativ steile Hänge, kein Gestein anstehend. Größe: 1000 m², Durchmesser 35 m. im LSG HM 29 "Hamelner-Fischbecker Wälder und Randbereiche".                                                                       | 52° 8′ 24,4″ N, 9° 21′ 32,4″ O  |                           |
| 3822/07    | Karstform                                                     | ca. 1,5 km SW Flegessen, Hameln                          | Erdfall. Größe: 1000 m², Durchmesser 18 m. Erdfall mit flachem, nährstoffreichem See, steile Hänge. im LSG HM 29 "Hamelner-Fischbecker Wälder und Randbereiche".                                                                                          | 52° 8′ 49,6″ N, 9° 25′ 5,2″ O   |                           |
| 3822/08    | Gesteinsaufschluß im NSG "Kalkofen"                           | WNW Rohrsen. Hameln                                      | Gesteinsaufschluß. Größe: 50 000 m². Petrographie: mehrere Meter hohe, steile Abbauwände. Naturschutzgebiet NSG-HA 071 "Kalkofen". | 52° 6′ 45,4″ N, 9° 24′ 5″ O     |                           |
| 3822/09    | Dütberg                                                       | N von Afferde. Hameln                                    | Geotoptypen: Gestein, Glazial XG, XC. Größe: 150 000 m². Eine eiszeitliche Bildung aus Sanden und Kiesen, deren besonderer Wert in seiner Geologischen, faunistischen und floristischen Bedeutung liegt. Im Landschaftsschutzgebiet LSG-HM-S 5 "Dütberg". | 52° 6′ 25,9″ N, 9° 24′ 53,3″ O  |                           |
| 3822/15    | Findling                                                      | am Weg im W-Teil des Waldfriedhofes Wehl, Hameln         | Findling. Länge 1,6 m, Breite 1,5 m, Höhe 0,7 m. Petrographie: Granit. ehemals Naturdenkmal ND HM 22b. | 52° 7′ 50,9″ N, 9° 20′ 14,3″ O  |                           |
| 3823/01    | Kalkstein-Klippen im NSG "Naturwald Saubrink/Oberberg"        | auf dem ITH-Kamm ca. 2 km O von Bisperode. Coppenbrügge  | Richtprofil. Länge 3000 m. Stratigraphie: Oberer Jura, Korallenoolith. Naturschutzgebiet NSG-HA 097 "Naturwald Saubrink/Oberberg". | 52° 6′ 20,2″ N, 9° 31′ 53,8″ O  |                           |
| 3823/12    | NSG "St. Avold", ehem. Steinbruch mit Klippen                 | ca. 500 m SW der Sennhütte. Salzhemmendorf               | Klippe. Naturschutzgebiet NSG-HA 091 "St. Avold". | 52° 7′ 39″ N, 9° 37′ 22,8″ O    |                           |
| 3920/01    | Hochmoor                                                      | ca. 0,2 km N von Schevelstein. Aerzen                    | Hochmoor. Stratigraphie: Quartär. Im Naturschutzgebiet NSG-HA 163 "Tonstich bei Goldbeck". | 52° 5′ 51,7″ N, 9° 9′ 33,5″ O   |                           |
| 3921/16    | Aufgelassener Steinbruch                                      | S von Reher, Kalte Nase, Aerzen                          | Richtprofil. Länge 35 m, Höhe 8 m. Stratigraphie: Trias-Oberer Muschelkalk, Trochitenkalk. Petrographie: Kalkstein, bläulich-grau, bankig von 0,1 – 1 m mit Resten von Muscheln und Seelilien.                                                            | 52° 0′ 43,2″ N, 9° 14′ 4,6″ O   |                           |
| 3921/17    | Kleine Aufschlußwand im NSG "Auf Kuhlmannsberge"              | O von Grießem. Aerzen                                    | Richtprofil. Länge 5 m, Höhe 2 m. Stratigraphie: Trias-Unterer Muschelkalk, Wellenkalk 2 bis Dünnschichtige Kalksteine. Naturschutzgebiet NSG-HA 128 "Auf Kuhlmannsberge".                                                                                | 52° 0′ 53,6″ N, 9° 13′ 18,5″ O  |                           |
| 3922/01    | Ohrberg                                                       | S von Hameln                                             | Richtprofil. Größe 60 ha. Landschaftsschutzgebiet LSG-HM 33 "Wesertal". | 52° 4′ 23,5″ N, 9° 21′ 15,8″ O  |                           |
| 3923/02    | Steinbrüche                                                   | am Nordhang des Haidkopfes O von Thüste. Salzhemmendorf  | Fossilienvorkommen. Länge 600 m, Breite 400 m. Stratigraphie: Oberer Jura, Serpul-Kalkstein des Münder Mergels. Petrographie: Kalkstein mit zusammengeschwemmten Röhren des Wurmes Serpula coarcervata.                                                   | 52° 1′ 24,2″ N, 9° 38′ 56,4″ O  |                           |
| 3923/06    | Ithkamm                                                       | zwischen Lauenstein und Holzen. Salzhemmendorf           | Gesteine. Höhe 30 m. Petrographie: Korallenoolithklippen. Landschaftsschutzgebiet LSG HM 30. | 52° 5′ 57,8″ N, 9° 33′ 36,7″ O  |                           |
| 3923/08    | Wasserbaum (vermoorte Kalksinterquelle) im NSG "Im Heidsieke" | SW von Ockensen. Salzhemmendorf                          | Größe 400 m². Quelle. | 52° 1′ 27,8″ N, 9° 35′ 37″ O    | weitere Bilder            |
| 3923/09    | Thüster Berg, Kanstein                                        | ca. 2–5 km SE von Salzhemmendorf                         | Gesteine. Stratigraphie: Jura, Malm. Landschaftsschutzgebiet LSG-HM 20. | 52° 3′ 10,8″ N, 9° 37′ 31,8″ O  |                           |
| 4021/01    | Dunsthöhle (CO2-Exhalation)                                   | inmitten von Bad Pyrmont                                 | Höhle (Mofette). Stratigraphie: Quartär. | 51° 59′ 16,4″ N, 9° 15′ 49″ O   | Dunsthöhle in Bad Pyrmont |